# Pantum
Pantum (pantun) – powstała w XV w. malajska forma wiersza, zbudowana ze strof czterowersowych, rymowanych (z układem rymów abab lub abba) bądź nierymowanych, w której każdy 2. i 4. wers jednej strofy powtarza się jako wers 1. i 3. strofy następnej. Wiersz kończy się wraz z kolejną zwrotką albo następuje powrót do wersów 1. i 3. pierwszej strofy (jedynych dotąd nieużytych) i umieszczenie ich jako 2. i 4. (lub 4. i 2.) w ostatniej strofie.
Schemat budowy pantum (w nawiasach numery wersów):
_______________ (1) 

_______________ (2) 

_______________ (3) 

_______________ (4) 

_______________ (5=2) 

_______________ (6) 

_______________ (7=4) 

_______________ (8) 

_______________ (9=6) 

_______________ (10) 

_______________ (11=8) 

_______________ (12) 

_______________ (13=10) 

_______________ (14) 

_______________ (15=12) 

_______________ (16) 

_______________ (17=14) 

_______________ (18=1/3) 

_______________ (19=16) 

_______________ (20=3/1) 

W XIX w. pantum stosowali twórcy francuscy, tacy jak Victor Hugo i Charles Baudelaire. W Polsce przyswoili tę formę poeci okresu Młodej Polski, m.in. Antoni Lange.